# 沙罕水库
沙罕水库，也称沙汗水库、萨罕水库，位于中华人民共和国新疆维吾尔自治区英吉沙县县城东南约5千米的库山河上，是一座以灌溉为主的丘陵区拦河中型水库。水库水源来自库山河及依格孜亚河下游汊流洪水。水库于1967年建成，库容5600万立方米。主坝为土坝，坝长700米，最大坝高22米，坝宽6米。水库通过沙罕大渠为英吉沙县萨罕镇、芒辛镇、英也尔乡、城关乡、色提力乡5个乡镇近2万公顷农田提供灌溉用水。水库经过几十年的运行，泥沙淤积问题十分突出。